# Droits LGBT en Transnistrie
Les personnes lesbiennes, gaies, bisexuelles et transgenres (LGBT) en Transnistrie font face à des défis juridiques que ne connaissent pas les résidents non LGBT. La république moldave du Dniestr est un État séparatiste non reconnu avec son propre système judiciaire. La Transnistrie est reconnu par la plupart des États du monde comme faisant partie de la Moldavie.

## Loi sur les relations sexuelles entre personnes de même sexe
L'activité sexuelle consensuelle entre personnes du même sexe est légale en Transnistrie, bien que de nombreuses sources étrangères disent que c'est illégal. L'article 131 du Code pénal de Transnistrie, entré en vigueur en juin 2002, stipule que la sodomie, le lesbianisme et les rapports sexuels avec une personne de moins de seize ans sont illégaux. Cependant, l'article ne dit pas que commettre « la sodomie et le lesbianisme » au-dessus de 16 ans est illégal. Tous les autres articles liés aux crimes sexuels, tels que les agressions sexuelles et la coercition pour accomplir des actes sexuels, ont répertorié « les rapports sexuels (hétérosexuels), la sodomie et le lesbianisme » dans la même catégorie. Il n'y a pas d'autres articles dans le Code pénal de Transnistrie qui ont des lois qui sont séparées en pénalisant l'activité sexuelle entre personnes de même sexe ou en commettant « la sodomie et le lesbianisme ».
Malgré cela, les personnes LGBT font l'objet de discrimination gouvernementale et sociétale.

## Reconnaissance des unions homosexuelles
La Transnistrie ne reconnaît pas les unions homosexuelles. Le Code du mariage et de la famille entré en vigueur en 2002 stipule que le mariage est une union conjugale volontaire entre un homme et une femme. Le Code ne reconnaît pas d'autres types de partenariat pour les couples de sexe opposé et de même sexe autres que le mariage.

## Interdiction du mouvement LGBT
Inspiré par la loi russe interdisant la propagande homosexuelle, le gouvernement annonce début 2024 des modifications du code pénal visant à pénaliser la communauté LGBT.

## Sommaire
| Activité sexuelle homosexuelle légale                                                                          | (Depuis 2002)                  |
| Âge égal du consentement (16)                                                                                  | (Depuis 2002)                  |
| Lois anti-discrimination dans l'emploi uniquement                                                              | No                             |
| Lois anti-discrimination dans la fourniture de biens et de services                                            | No                             |
| Lois anti-discrimination dans tous les autres domaines (y compris discrimination indirecte, discours de haine) | No                             |
| Mariage de même sexe                                                                                           | No                             |
| Reconnaissance des couples de même sexe                                                                        | No                             |
| Adoption d'un beau-fils par des couples de même sexe                                                           | No                             |
| Adoption conjointe par des couples de même sexe                                                                | No                             |
| Gays et lesbiennes autorisés à servir ouvertement dans l'armée                                                 |                                |
| Droit de changer de sexe légal                                                                                 | (Depuis 2001)[réf. nécessaire] |
| Accès à la FIV pour les lesbiennes                                                                             | No                             |
| La maternité de substitution commerciale pour les couples homosexuels masculins                                | No                             |
| HSH autorisés à donner du sang                                                                                 | No                             |

## Sources et références
1. 1 2  « Законы ПМР », sur Законы ПМР (consulté le 5 juillet 2023)
2. ↑  Country Reports on Human Rights Practices for 2009, 2009 (lire en ligne), p. 1709
3. ↑  (en) Madalin Necsutu, « Moldova’s Transnistria Announces Anti-LGBT Drive in ‘Year of Family’ », Balkan Insight (en),‎ 24 janvier 2024 (lire en ligne)
4. ↑  « 'Progress is possible after Putin falls': Transnistria's LGBT community fights for its voice », sur Euronews (consulté le 16 novembre 2023)